# J1 League 2023
Die J1 League 2023 war die 31. Saison der höchsten japanischen Fußball-Spielklasse, der J. League, und die neunte unter dem Namen J1 League. Die Saison begann mit dem ersten Spieltag am 17. Februar 2023 und endete mit dem letzten Spieltag am 3. Dezember 2023. Meister wurde Vissel Kōbe, der diesen Titel zum ersten Mal in seiner Vereinsgeschichte gewann.

## Modus
Die 18 Mannschaften der J1 League spielen ihren Meister in einem Doppelrundenturnier im Kalenderjahr aus, wobei jedes Team in einem Hin- und Rückspiel gegeneinander antritt, sodass jede Mannschaft am Saisonende 34 Spiele absolviert hat. Die ersten beiden Mannschaften qualifizieren sich für die Gruppenphase der AFC Champions League 2024, während das drittplatzierte Team an der Qualifikation zur Gruppenphase teilnimmt. Sollte einer der drei Erstplatzierten den Kaiserpokal 2023 gewinnen und damit ebenfalls für die Gruppenphase der AFC Champions League spielberechtigt sein, erhält der Tabellendritte den Startplatz in der Gruppenphase und der Viertplatzierte nimmt an der Qualifikation für die Gruppenphase teil.
Am 21. Dezember 2022 wurde eine größere Umstrukturierung der drei Profiligen verkündet. Das übergeordnete Ziel dieser ist, dass jede Profiliga zum Start der Saison 2024 eine Ligastärke von 20 Mannschaften besitzt. Infolgedessen ist die J1 League 2023 die letzte mit nur 18 teilnehmenden Vereinen. Zum Ende der Saison steigt nur der Tabellenletzte ab, ein Relegationsspiel zwischen einem Verein der J1 League und dem Sieger der Aufstiegs-Playoffs der J2 League findet künftig nicht mehr statt.
Ermittelt wird die Tabelle unter folgenden Aspekten:
1. Anzahl der erzielten Punkte
2. Tordifferenz
3. Erzielte Tore
4. Ergebnisse der Spiele untereinander
5. Fairplay-Wertung
6. Los

## Mannschaften
Meister der vorangegangenen Saison waren die Yokohama F. Marinos. Aufsteiger waren Albirex Niigata als Meister der J2 League 2022 und der Yokohama FC als Vizemeister.
| Logo | Verein                     | Beheimatet in                                     | Stadion                                      | Kapazität     |
| ---- | -------------------------- | ------------------------------------------------- | -------------------------------------------- | ------------- |
|      | Hokkaido Consadole Sapporo | Sapporo, Hokkaidō                                 | Sapporo Dome / Sapporo Atsubetsu Stadium     | 41.484 20.861 |
|      | Kashima Antlers            | Mehrere Städte im Südwesten der Präfektur Ibaraki | Kashima Soccer Stadium                       | 40.728        |
|      | Urawa Red Diamonds         | Saitama, Saitama                                  | Saitama Stadium 2002                         | 63.700        |
|      | Kashiwa Reysol             | Kashiwa, Chiba                                    | Hitachi Kashiwa Soccer Stadium               | 15.900        |
|      | FC Tokyo                   | Tokio                                             | Ajinomoto Stadium                            | 49.970        |
|      | Shonan Bellmare            | Hiratsuka, Kanagawa                               | Lemon Gas Stadium Hiratsuka                  | 15.380        |
|      | Kawasaki Frontale          | Kawasaki, Kanagawa                                | Todoroki Athletics Stadium                   | 26.232        |
|      | Yokohama F. Marinos        | Yokohama und Yokosuka, Kanagawa                   | Nissan Stadium                               | 72.327        |
|      | Yokohama FC                | Yokohama                                          | NHK Spring Mitsuzawa Football Stadium        | 15.454        |
|      | Albirex Niigata            | Niigata, Niigata                                  | Denka Big Swan Stadium                       | 42.300        |
|      | Nagoya Grampus             | Nagoya, Aichi                                     | Toyota Stadium                               | 45.000        |
|      | Kyōto Sanga                | Städte im Südwesten von Kyōto                     | Sanga Stadium by Kyocera                     | 20.588        |
|      | Cerezo Osaka               | Osaka, Osaka                                      | Yodoko Sakura Stadium / Yanmar Stadium Nagai | 18.007 47.853 |
|      | Gamba Osaka                | Suita, Osaka                                      | Suita City Football Stadium                  | 39.694        |
|      | Vissel Kōbe                | Kōbe, Hyōgo                                       | Noevir Stadium Kobe                          | 30.132        |
|      | Sanfrecce Hiroshima        | Hiroshima, Hiroshima                              | Edion Stadium Hiroshima                      | 36.894        |
|      | Avispa Fukuoka             | Fukuoka, Fukuoka                                  | Best Denki Stadium                           | 22.563        |
|      | Sagan Tosu                 | Tosu, Saga                                        | Ekimae Real Estate Stadium                   | 24.130        |

## Ausländische Spieler
| Mannschaft                 | Spieler 1        | Spieler 2         | Spieler 3         | Spieler 4         | Spieler 5          | Spieler 6       | Spieler 7          | Ehemalige Spieler                         |
| -------------------------- | ---------------- | ----------------- | ----------------- | ----------------- | ------------------ | --------------- | ------------------ | ----------------------------------------- |
| Hokkaido Consadole Sapporo | Lucas Fernandes  | Milan Tučić       | Kim Gun-hee       | Supachok Sarachat |                    |                 |                    | Gu Sung-yun                               |
| Kashima Antlers            | Arthur Caíke     | Diego Pituca      | Kwoun Sun-tae     | Park Eui-jeong    | Blessing Eleke     |                 |                    | Kim Min-tae                               |
| Urawa Red Diamonds         | Alexander Scholz | Marius Høibråten  | José Kanté        | Alex Schalk       | Bryan Linssen      | Ekanit Panya    |                    | David Moberg Karlsson                     |
| Kashiwa Reysol             | Douglas          | Matheus Sávio     | Diego             | Bueno             | Jay-Roy Grot       |                 |                    |                                           |
| FC Tokyo                   | Adaílton         | Diego Oliveira    | Henrique Trevisan | Pedro Perotti     | Jakub Słowik       | Jája Silva      |                    | Leandro                                   |
| Shonan Bellmare            | Song Bum-keun    | Tarik Elyounoussi | Kim Min-tae       |                   |                    |                 |                    | Mikel Agu                                 |
| Kawasaki Frontale          | Jesiel           | João Schmidt      | Leandro Damião    | Marcinho          | Jung Sung-ryong    | Bafétimbi Gomis |                    | Chanathip Songkrasin                      |
| Yokohama F. Marinos        | Élber            | Anderson Lopes    | Yan               | Eduardo           | Nam Tae-hee        |                 |                    | Marcos Júnior                             |
| Yokohama FC                | Gabriel          | Mateus Moraes     | Caprini           | Yuri Lara         | Marcelo Ryan       | Svend Brodersen | Nguyễn Công Phượng | Saulo Mineiro                             |
| Albirex Niigata            | Danilo Gomes     | Gustavo Nescau    | Thomas Deng       |                   |                    |                 |                    |                                           |
| Nagoya Grampus             | Thales Paula     | Mitchell Langerak | Kasper Junker     |                   |                    |                 |                    | Mateus Leonardo                           |
| Kyōto Sanga                | Patric           | Warner Hahn       | Gu Sung-yun       |                   |                    |                 |                    | Alan Cariús Paulinho Bóia Michael Woud    |
| Cerezo Osaka               | Léo Ceará        | Capixaba          | Matej Jonjić      | Yang Han-been     | Kim Jin-hyeon      | Jordy Croux     |                    |                                           |
| Gamba Osaka                | Dawhan           | Juan Alano        | Kwon Kyung-won    | Issam Jebali      | Neta Lavi          |                 |                    |                                           |
| Vissel Kōbe                | Thuler           | Jean Patric       | Phelipe           | Lincoln           | Juan Mata          | Bálint Vécsei   |                    | Andrés Iniesta Sergi Samper Stefan Mugoša |
| Sanfrecce Hiroshima        | Douglas Vieira   | Ezequiel          | Marcos Júnior     | Pieros Sotiriou   | Nassim Ben Khalifa |                 |                    |                                           |
| Avispa Fukuoka             | Lukian           | Douglas Grolli    | Wellington        |                   |                    |                 |                    |                                           |
| Sagan Tosu                 | Koh Bong-jo      | Hwang Seok-ho     | Anthony Akumu     | Ueom Ye-hoon      |                    |                 |                    |                                           |

## Personal
Stand: Saisonbeginn 2023
| Verein                     | Cheftrainer       | Mannschaftskapitän |
| -------------------------- | ----------------- | ------------------ |
| Hokkaido Consadole Sapporo | Michael Petrović  | Hiroki Miyazawa    |
| Kashima Antlers            | Daiki Iwamasa     | Shōma Doi          |
| Urawa Reds                 | Maciej Skorża     | Hiroki Sakai       |
| Kashiwa Reysol             | Nelsinho Baptista | Taiyō Koga         |
| FC Tokyo                   | Albert Puig       | Masato Morishige   |
| Kawasaki Frontale          | Tōru Oniki        | Kento Tachibanada  |
| Yokohama F. Marinos        | Kevin Muscat      | Takuya Kida        |
| Yokohama FC                | Shūhei Yomoda     | Gabriel            |
| Shonan Bellmare            | Satoshi Yamaguchi | Kazuki Ōiwa        |
| Albirex Niigata            | Rikizō Matsuhashi | Yūto Horigome      |
| Nagoya Grampus             | Kenta Hasegawa    | Shō Inagaki        |
| Kyōto Sanga FC             | Cho Kwi-jae       | Temma Matsuda      |
| Gamba Osaka                | Daniel Poyatos    | Takashi Usami      |
| Cerezo Osaka               | Akio Kogiku       | Hiroshi Kiyotake   |
| Vissel Kōbe                | Takayuki Yoshida  | Hotaru Yamaguchi   |
| Sanfrecce Hiroshima        | Michael Skibbe    | Shō Sasaki         |
| Avispa Fukuoka             | Shigetoshi Hasebe | Tatsuki Nara       |
| Sagan Tosu                 | Kenta Kawai       | Naoyuki Fujita     |

### Trainerwechsel
| Mannschaft     | Ehemaliger Trainer       | Trainer bis | Neuer Trainer            | Trainer ab |
| -------------- | ------------------------ | ----------- | ------------------------ | ---------- |
| Kashiwa Reysol | Nelsinho Baptista        | Mai 2023    | Masami Ihara             | Mai 2023   |
| FC Tokyo       | Albert Puig              | Juni 2023   | Takayoshi Amma (interim) | Juni 2023  |
| FC Tokyo       | Takayoshi Amma (interim) | Juni 2023   | Peter Cklamovski         | Juni 2023  |

## Spieler
| Verein                     | Spieler |
| -------------------------- | --- |
| Hokkaido Consadole Sapporo | Takanori Sugeno (14/0), Shunta Tanaka (34/4), Seiya Baba (21/0), Daiki Suga (33/3), Akito Fukumori (29/0), Tōya Nakamura (31/1), Lucas Fernandes (22/0), Kazuki Fukai (8/0), Takurō Kaneko (21/8), Hiroki Miyazawa (27/0), Ryōta Aoki (18/1), Kim Gun-hee (20/2), Yoshiaki Komai (26/4), Yūya Asano (34/12), Tsuyoshi Ogashiwa (22/6), Daigo Nishi (2/0), Shingo Ōmori (4/1), Gu Sung-yun (8/0), Takuma Arano (29/3), Milan Tučić (12/0), Shinji Ono (1/0), Taika Nakashima (8/0), Shōta Nishino (2/0), Kōki Ōtani (3/0), Supachok (24/7), Daihachi Okamura (31/1), Shun Takagi (9/0), Yūki Kobayashi (21/3) |
| Kashima Antlers            | Kōki Anzai (31/0), Gen Shōji (21/0), Ikuma Sekigawa (30/2), Shōma Doi (24/2), Ryōtarō Araki (13/0), Kei Chinen (21/5), Yūta Higuchi (33/3), Tomoya Fujii (22/1), Hidehiro Sugai (8/0), Arthur Caíke (13/2), Itsuki Someno (5/0), Eleke (2/0), Gaku Shibasaki (3/0), Diego Pituca (31/3), Rikuto Hirose (27/0), Kaishū Sano (27/1), Yūta Matsumura (20/2), Shuhei Mizoguchi (5/0), Tomoki Hayakawa (34/0), Shintarō Nago (14/1), Keigo Tsunemoto (16/0), Hayato Nakama (27/1), Yū Funabashi (8/0), Ryōtarō Nakamura (3/0), Shu Morooka (4/0), Yūki Kakita (29/4), Yūma Suzuki (33/14), Naomichi Ueda (34/2) |
| Urawa Reds                 | Shūsaku Nishikawa (34/0), Hiroki Sakai (25/2), Atsuki Itō (33/2), Takuya Iwanami (8/0), Marius Høibråten (33/1), Kazuaki Mawatari (3/0), Yoshio Koizumi (26/1), Bryan Linssen (19/2), David Moberg (9/0), Shōya Nakajima (6/1), José Kanté (24/8), Takahiro Sekine (32/3), Takahiro Akimoto (25/2), Alex Schalk (7/2), Toshiki Takahashi (11/1), Ken Iwao (33/1), Tomoaki Ōkubo (30/1), Kai Shibato (8/0), Kaito Yasui (31/2), Takuya Ogiwara (28/1), Kai Matsuzaki (3/0), Ekanit Panya (5/0), Alexander Scholz (34/7), Shinzō Kōroki (29/4), Jumpei Hayakawa (11/0), Yūichi Hirano (7/0), Ayumu Ōhata (16/0) |
| Kashiwa Reysol             | Hiromu Mitsumaru (29/0), Diego (14/1), Taiyō Koga (33/0), Tomoki Takamine (31/0), Keiya Shiihashi (32/0), Keita Nakamura (3/0), Yūki Mutō (19/1), Matheus Sávio (31/7), Kōta Yamada (27/0), Tomoya Inukai (12/0), Tomoya Koyamatsu (33/1), Eiichi Katayama (26/1), Grot (17/1), Mao Hosoya (34/14), Hayato Tanaka (3/0), Masato Sasaki (3/0), Bueno (1/0), Wataru Iwashita (2/0), Naoki Kawaguchi (14/0), Sachirō Toshima (28/3), Takuto Katō (3/0), Tatsuya Morita (3/0), Takumi Tsuchiya (18/0), Hidetaka Maie (2/0), Yūto Yamada (10/2), Riku Ochiai (4/0), Keiya Sentō (26/0), Faruzansana Mohamado (3/0), Ōta Yamamoto (7/0), Kenta Matsumoto (28/0), Douglas (7/0), Yūgo Tatsuta (20/0)                                           |
| FC Tokyo                   | Hotaka Nakamura (7/1), Masato Morishige (29/0), Yasuki Kimoto (24/0), Yūto Nagatomo (29/0), Kuryū Matsuki (22/1), Shūto Abe (16/2), Diego Oliveira (33/15), Keigo Higashi (30/1), Ryōma Watanabe (29/4), Adaílton (29/3), Takuya Aoki (6/0), Shūhei Tokumoto (18/1), Jája Silva (8/0), Perotti (13/1), Tsubasa Terayama (9/0), Jakub Słowik (24/0), Jun’ya Suzuki (1/0), Naoki Kumata (8/1), Kanta Doi (1/0), Kota Tawaratsumida (27/2), Kōki Tsukagawa (21/1), Kei Koizumi (33/1), Soma Anzai (2/0), Teruhito Nakagawa (27/4), Riki Harakawa (10/1), Taishi Brandon Nozawa (10/0), Leon Nozawa (3/0), Henrique Trevisan (22/1), Seiji Kimura (5/0), Yuta Arai (2/0), Kashif Bangnagande (17/0), Kōsuke Shirai (11/0)                   |
| Kawasaki Frontale          | Jung Sung-ryong (22/0), Kyōhei Noborizato (26/2), Takuma Ōminami (29/0), Jesiel (5/0), Asahi Sasaki (15/1), João Schmidt (30/1), Shintarō Kurumaya (19/1), Kento Tachibanada (30/2), Leandro Damião (12/3), Ryōta Ōshima (14/0), Yū Kobayashi (16/4), Miki Yamane (33/2), Yasuto Wakizaka (30/9), Shūto Tanabe (5/0), Tatsuki Seko (28/1), Daiya Tōno (30/1), Chanathip (2/0), Bafétimbi Gomis (8/0), Shin Yamada (27/4), Marcinho (20/1), Takatora Einaga (1/0), Yuto Matsunagane (2/0), Kōta Takai (14/0), Yūsuke Segawa (27/6), Kazuya Yamamura (16/0), Taisei Miyashiro (30/8), Akihiro Ienaga (33/2), Kazuki Kozuka (5/0), Naoto Kamifukumoto (12/0)                                                                               |
| Yokohama F. Marinos        | Jun Ichimori (27/0), Katsuya Nagato (27/0), Shinnosuke Hatanaka (24/0), Eduardo (26/0), Kōta Watanabe (34/2), Élber (33/9), Takuya Kida (29/1), Marcos Júnior (18/2), Anderson Lopes (34/22), Asahi Uenaka (9/3), Takumi Kamijima (21/0), Joel Chima Fujita (17/2), Kenta Inoue (13/0), Kōta Mizunuma (33/1), Yūki Sanetō (3/0), Yan Matheus (32/6), Hiroki Iikura (6/0), Ryō Miyaichi (18/3), Kaina Yoshio (15/1), Yūta Koike (3/0), Ken Matsubara (26/2), Riku Yamane (21/0), Nam Tae-hee (9/0), Takuma Nishimura (32/3), Ryōtarō Tsunoda (16/0), Keigo Sakakibara (3/0), Yūhi Murakami (1/0), Manato Yoshida (1/0), Ken’yū Sugimoto (8/1), Powell Obinna Obi (2/0)                                                                   |
| Yokohama FC                | Kengo Nagai (18/0), Boniface Nduka (26/2), Takumi Nakamura (11/0), Yuri Lara (26/3), Gabriel (2/0), Takuya Wada (17/0), Ryōya Yamashita (28/2), Marcelo Ryan (23/3), Caprini (22/2), Saulo Mineiro (9/0), Kazuma Takai (9/1), Shō Itō (26/2), Tatsuya Hasegawa (10/0), Eijirō Takeda (4/0), Kōki Ogawa (15/6), Mateus Moraes (17/0), Shion Inoue (34/3), Akinori Ichikawa (4/0), Katsuya Iwatake (29/0), Hirotaka Mita (31/0), Kōtarō Hayashi (29/2), Kyōhei Yoshino (24/1), Towa Yamane (24/0), Kōki Sakamoto (25/0), Tomoki Kondō (30/2), Taiga Nishiyama (1/0), Mizuki Arai (4/0), Kento Hashimoto (7/0), Svend Brodersen (13/0), Keijirō Ogawa (24/0)                                                                               |
| Shonan Bellmare            | Song Bum-keun (24/0), Daiki Sugioka (33/2), Hirokazu Ishihara (26/0), Kōki Tachi (21/0), Satoshi Tanaka (11/0), Takuya Okamoto (22/0), Hiroyuki Abe (29/1), Kazunari Ōno (21/1), Keita Yamashita (5/0), Naoki Yamada (21/1), Tarik (23/1), Taiyō Hiraoka (29/3), Akimi Barada (14/0), Kōhei Okuno (27/0), Shūto Yamamoto (6/0), Yūki Ōhashi (23/13), Shūto Machino (19/9), Shō Fukuda (10/0), Ryōta Nagaki (17/0), Hiroki Mawatari (2/0), Kazuki Ōiwa (23/1), Daiki Tomii (8/0), Yamato Wakatsuki (7/0), Taiga Hata (23/0), Masaki Ikeda (7/0), Akito Suzuki (27/3), Junnosuke Suzuki (5/0), Naoya Takahashi (4/0), Hisatsugu Ishii (4/0), Akira Silvano Disaro (4/1), Yoshihiro Nakano (10/0), Kim Min-tae (12/0), Kōsuke Onose (22/3) |
| Albirex Niigata            | Ryōsuke Kojima (30/0), Naoto Arai (24/3), Thomas Deng (26/0), Michael James (19/1), Hiroki Akiyama (26/0), Kaito Taniguchi (21/3), Takahiro Kō (31/1), Kōji Suzuki (28/4), Shūsuke Ōta (19/5), Ryōtarō Itō (17/7), Shunsuke Mito (31/4), Taiki Watanabe (21/2), Yōta Komi (29/1), Danilo Gomes (14/0), Fumiya Hayakawa (3/0), Yūji Hoshi (15/0), Yuzuru Shimada (27/0), Kōto Abe (4/0), Eitarō Matsuda (21/0), Gustavo Nescau (8/0), Sōya Fujiwara (24/0), Motoki Nagakura (10/1), Kazuyoshi Shimabuku (3/0), Yūto Horigome (20/0), Takumi Hasegawa (10/0), Yoshiaki Takagi (18/2), Kazuhiko Chiba (12/1), Daichi Tagami (11/0) |
| Nagoya Grampus             | Langerak (34/0), Yūki Nogami (31/1), Yūichi Maruyama (16/1), Shinnosuke Nakatani (33/1), Kazuki Nagasawa (10/0), Takuji Yonemoto (26/0), Ryūji Izumi (28/3), Noriyoshi Sakai (20/0), Mateus Castro (21/4), Haruya Fujii (34/2), Tsukasa Morishima (12/0), Shō Inagaki (33/3), Ryōya Morishita (33/4), Kensuke Nagai (33/4), Takuya Shigehiro (3/0), Tōjirō Kubo (8/1), Thales (7/0), Akinari Kawazura (13/0), Naoki Maeda (11/0), Taika Nakashima (11/0), Haruki Yoshida (2/0), Hidemasa Kōda (2/0), Takuya Uchida (29/0), Riku Yamada (6/0), Ryōga Kida (12/0), Ken Masui (1/0), Ryōtarō Ishida (4/0), Kasper Junker (33/16), Leonardo (3/0)                                                                                           |
| Kyoto Sanga FC             | Tomoya Wakahara (14/0), Shōgo Asada (34/1), Rikito Inoue (28/0), Hisashi Appiah Tawiah (18/0), Yūto Misao (11/0), Sōta Kawasaki (28/2), Daigo Araki (13/0), Patric (32/10), Shimpei Fukuoka (22/0), Ryōgo Yamasaki (22/2), Takumi Miyayoshi (1/0), Kōsuke Shirai (17/0), Taichi Hara (13/7), Yūdai Kimura (7/0), Shōhei Takeda (13/0), Kōsuke Kinoshita (25/3), Temma Matsuda (24/0), Daiki Kaneko (26/0), Shinnosuke Fukuda (21/3), Kazunari Ichimi (13/0), Yūta Toyokawa (27/10), Osamu Henry Iyoha (18/0), Teppei Yachida (17/0), Gakuji Ōta (12/0), Fūki Yamada (17/1), Sora Hiraga (1/0), Naoto Misawa (7/0), Taiki Hirato (13/0), Kyō Satō (26/0), Paulinho (7/0), Gu Sung-yun (8/0)                                              |
| Gamba Osaka                | Masaaki Higashiguchi (23/0), Shōta Fukuoka (25/0), Riku Handa (23/1), Hiroki Fujiharu (2/0), Genta Miura (25/1), Rihito Yamamoto (11/0), Takashi Usami (29/5), Ryōtarō Meshino (27/3), Musashi Suzuki (20/1), Shū Kurata (17/1), Issam Jebali (29/5), Ryū Takao (16/0), Yūya Fukuda (15/1), Yōta Satō (12/0), Neta Lavi (27/0), Kwon Kyung-won (20/1), Dai Tsukamoto (3/0), Dawhan (33/6), Keisuke Kurokawa (33/2), Kei Ishikawa (1/0), Kō Yanagisawa (3/0), Naohiro Sugiyama (8/0), Yūki Yamamoto (26/0), Shin’ya Nakano (6/0), Yūsei Egawa (9/0), Hiroto Yamami (14/1), Shōji Tōyama (3/0), Juan Alano (28/7), Hideki Ishige (22/3), Kōsei Tani (10/0)                                                                                |
| Cerezo Osaka               | Yang Han-been (13/0), Riku Matsuda (9/0), Ryōsuke Shindō (28/1), Riki Harakawa (7/0), Hinata Kida (16/1), Ryōsuke Yamanaka (21/0), Satoki Uejō (28/4), Shinji Kagawa (34/2), Léo Ceará (33/12), Jordy Croux (27/2), Hiroshi Kiyotake (2/0), Seiya Maikuma (31/1), Tokuma Suzuki (19/0), Hirotaka Tameda (18/2), Mutsuki Katō (17/3), Kim Jin-hyeon (20/0), Matej Jonjić (22/0), Kōji Toriumi (30/0), Hiroaki Okuno (24/3), Haruki Arai (8/0), Capixaba (27/1), Kakeru Funaki (23/0), Reiya Sakata (4/0), Keisuke Shimizu (2/0), Ryūya Nishio (9/0), Ryō Watanabe (7/1), Sōta Kitano (12/2), Hikaru Nakahara (16/1), Masaya Shibayama (9/0)                                                                                              |
| Vissel Kobe                | Daiya Maekawa (34/0), Nanasei Iino (20/0), Matheus Thuler (27/2), Hotaru Yamaguchi (32/4), Bálint Vécsei (2/0), Andrés Iniesta (4/0), Yūya Ōsako (34/22), Yoshinori Mutō (34/10), Kōya Yuruki (28/3), Yūki Honda (32/0), Mitsuki Saitō (22/0), Ryūho Kikuchi (2/0), Haruya Ide (18/2), Ryō Hatsuse (33/1), Mizuki Arai (4/0), Shūhei Kawasaki (4/1), Daiju Sasaki (33/7), Tetsushi Yamakawa (26/0), Gōtoku Sakai (29/2), Leo Ōsaki (21/0), Jean Patric (27/4), Tōya Izumi (8/1), Lincoln (5/0), Stefan Mugoša (1/0), Takahiro Ōgihara (11/0), Yūsei Ozaki (2/0), Mitsuki Hidaka (1/0), Juan Mata (1/0) |
| Sanfrecce Hiroshima        | Takuto Hayashi (1/0), Jelani Reshaun Sumiyoshi (6/0), Taichi Yamasaki (11/0), Hayato Araki (32/1), Hiroya Matsumoto (3/0), Toshihiro Aoyama (5/0), Gakuto Notsuda (27/0), Takumu Kawamura (32/3), Douglas Vieira (27/8), Tsukasa Morishima (20/2), Marcos Júnior (7/1), Makoto Mitsuta (23/4), Nassim Ben Khalifa (26/2), Ezequiel (25/2), Shūto Nakano (30/1), Takaaki Shichi (23/1), Taishi Matsumoto (17/0), Yoshifumi Kashiwa (9/0), Shō Sasaki (32/0), Pieros Sotiriou (19/4), Shun Ayukawa (3/0), Shunki Higashi (33/2), Yūsuke Chajima (7/2), Ryō Tanada (1/0), Kōsei Shibasaki (8/0), Sota Koshimichi (16/0), Tsukasa Shiotani (27/2), Keisuke Ōsako (34/0), Mutsuki Katō (13/5)                                                |
| Avispa Fukuoka             | Takumi Nagaishi (14/0), Masato Yuzawa (26/1), Tatsuki Nara (31/0), Daiki Miya (15/0), Hiroyuki Mae (34/1), Takeshi Kanamori (28/3), Kazuya Konno (29/5), Lukian (27/5), Hisashi Jōgo (9/0), Yūya Yamagishi (34/10), Tatsuya Tanaka (8/0), Itsuki Oda (30/2), Shun Nakamura (13/0), Wellington (27/3), Sōtan Tanabe (4/0), Kennedy Egbus Mikuni (18/0), Masashi Kamekawa (3/0), Seiya Inoue (6/0), Ryōga Satō (24/4), Reiju Tsuruno (17/1), Yōta Maejima (32/0), Masato Shigemi (5/0), Masaaki Murakami (20/0), Douglas Grolli (29/2), Yūto Hiratsuka (5/0), Masaya Tashiro (9/0), Kimiya Moriyama (1/0), Yōsuke Ideguchi (21/0) |
| Sagan Tosu                 | Kōsuke Yamazaki (33/0), Toshio Shimakawa (4/0), Sō Kawahara (34/1), Akito Fukuta (21/0), Kōhei Tezuka (22/1), Fūchi Honda (12/3), Atsushi Kawata (18/2), Yūji Ono (28/9), Shin’ya Nakano (4/0), Naoyuki Fujita (22/0), Jun Nishikawa (21/0), Kentarō Moriya (14/1), Hwang Seok-ho (18/1), Cayman Togashi (22/5), Taichi Kikuchi (32/0), Yōichi Naganuma (32/10), Yūta Fujihara (7/1), Yoshiki Narahara (11/1), Yūto Iwasaki (31/0), Masaya Tashiro (16/0), Ayumu Yokoyama (17/0), Shiva Tafari Nagasawa (1/0), Shota Hino (4/0), Ryōnosuke Kabayama (22/2), Wataru Harada (29/1), Yūki Horigome (28/3), Kiriya Sakamoto (2/0), Park Il-gyu (34/0)                                                                                       |

## Tabellen

### Abschlusstabelle
| Pl.                    | Verein                     | Sp. | S  | U  | N  | Tore    | Diff. | Punkte |
| ---------------------- | -------------------------- | --- | -- | -- | -- | ------- | ----- | ------ |
| 1.                     | Vissel Kōbe                | 34  | 21 | 8  | 5  | 060:290 | +31   | 71     |
| 2.                     | Yokohama F. Marinos (M)    | 34  | 19 | 7  | 8  | 063:400 | +23   | 64     |
| 3.                     | Sanfrecce Hiroshima        | 34  | 17 | 7  | 10 | 042:280 | +14   | 58     |
| 4.                     | Urawa Red Diamonds         | 34  | 15 | 12 | 7  | 042:270 | +15   | 57     |
| 5.                     | Kashima Antlers            | 34  | 14 | 10 | 10 | 043:340 | +9    | 52     |
| 6.                     | Nagoya Grampus             | 34  | 14 | 10 | 10 | 041:360 | +5    | 52     |
| 7.                     | Avispa Fukuoka             | 34  | 15 | 6  | 13 | 037:430 | −6    | 51     |
| 8.                     | Kawasaki Frontale          | 34  | 14 | 8  | 12 | 051:450 | +6    | 50     |
| 9.                     | Cerezo Osaka               | 34  | 15 | 4  | 15 | 039:340 | +5    | 49     |
| 10.                    | Albirex Niigata (N)        | 34  | 11 | 12 | 11 | 036:400 | −4    | 45     |
| 11.                    | FC Tokyo                   | 34  | 12 | 7  | 15 | 042:460 | −4    | 43     |
| 12.                    | Hokkaido Consadole Sapporo | 34  | 10 | 10 | 14 | 056:610 | −5    | 40     |
| 13.                    | Kyōto Sanga                | 34  | 12 | 4  | 18 | 040:450 | −5    | 40     |
| 14.                    | Sagan Tosu                 | 34  | 9  | 11 | 14 | 043:470 | −4    | 38     |
| 15.                    | Shonan Bellmare            | 34  | 8  | 10 | 16 | 040:560 | −16   | 34     |
| 16.                    | Gamba Osaka                | 34  | 9  | 7  | 18 | 038:610 | −23   | 34     |
| 17.                    | Kashiwa Reysol             | 34  | 6  | 15 | 13 | 033:470 | −14   | 33     |
| 18.                    | Yokohama FC (N)            | 34  | 7  | 8  | 19 | 031:580 | −27   | 29     |
| Stand: Saisonende 2023 |                            |     |    |    |    |         |       |        |

| Zum Saisonende 2023:                                                                 |                                   |
| Teilnahme an der AFC Champions League Elite 2024/25                                  |                                   |
| Teilnahme an der AFC Champions League Two 2024/25                                    |                                   |
| Sieger des Kaiserpokals 2023 und Teilnahme an der AFC Champions League Elite 2024/25 |                                   |
| Abstieg in die J2 League 2024                                                        |                                   |
| Zum Saisonende 2022:                                                                 |                                   |
| (N)                                                                                  | Aufsteiger aus der J2 League 2022 |
| (M)                                                                                  | Meister der J1 League 2022        |

### Heimtabelle
| Pl.                    | Verein                     | Sp. | S  | U  | N | Tore    | Diff. | Punkte |
| ---------------------- | -------------------------- | --- | -- | -- | - | ------- | ----- | ------ |
| 1.                     | Yokohama F. Marinos        | 17  | 11 | 4  | 2 | 036:150 | +21   | 37     |
| 2.                     | Vissel Kōbe                | 17  | 11 | 4  | 2 | 031:140 | +17   | 37     |
| 3.                     | Sanfrecce Hiroshima        | 17  | 10 | 4  | 3 | 026:130 | +13   | 34     |
| 4.                     | Nagoya Grampus             | 17  | 8  | 9  | 0 | 023:130 | +10   | 33     |
| 5.                     | Urawa Red Diamonds         | 17  | 8  | 6  | 3 | 025:150 | +10   | 30     |
| 6.                     | Kashima Antlers            | 17  | 8  | 5  | 4 | 023:150 | +8    | 29     |
| 7.                     | FC Tokyo                   | 17  | 9  | 2  | 6 | 031:240 | +7    | 29     |
| 8.                     | Cerezo Osaka               | 17  | 9  | 1  | 7 | 022:160 | +6    | 28     |
| 9.                     | Avispa Fukuoka             | 17  | 8  | 3  | 6 | 015:180 | −3    | 27     |
| 10.                    | Kawasaki Frontale          | 17  | 7  | 5  | 5 | 029:210 | +8    | 26     |
| 11.                    | Kyōto Sanga                | 17  | 8  | 0  | 9 | 019:190 | ±0    | 24     |
| 12.                    | Albirex Niigata            | 17  | 6  | 6  | 5 | 021:220 | −1    | 24     |
| 13.                    | Gamba Osaka                | 17  | 6  | 4  | 7 | 022:220 | ±0    | 22     |
| 14.                    | Sagan Tosu                 | 17  | 5  | 4  | 8 | 018:260 | −8    | 19     |
| 15.                    | Hokkaido Consadole Sapporo | 17  | 5  | 3  | 9 | 025:260 | −1    | 18     |
| 16.                    | Yokohama FC                | 17  | 5  | 3  | 9 | 016:240 | −8    | 18     |
| 17.                    | Kashiwa Reysol             | 17  | 2  | 10 | 5 | 018:250 | −7    | 16     |
| 18.                    | Shonan Bellmare            | 17  | 3  | 5  | 9 | 018:310 | −13   | 14     |
| Stand: Saisonende 2023 |                            |     |    |    |   |         |       |        |

### Auswärtstabelle
| Pl.                    | Verein                     | Sp. | S  | U | N  | Tore    | Diff. | Punkte |
| ---------------------- | -------------------------- | --- | -- | - | -- | ------- | ----- | ------ |
| 1.                     | Vissel Kōbe                | 17  | 10 | 4 | 3  | 029:150 | +14   | 34     |
| 2.                     | Urawa Red Diamonds         | 17  | 7  | 6 | 4  | 017:120 | +5    | 27     |
| 3.                     | Yokohama F. Marinos        | 17  | 8  | 3 | 6  | 027:250 | +2    | 27     |
| 4.                     | Sanfrecce Hiroshima        | 17  | 7  | 3 | 7  | 016:150 | +1    | 24     |
| 5.                     | Kawasaki Frontale          | 17  | 7  | 3 | 7  | 022:240 | −2    | 24     |
| 6.                     | Avispa Fukuoka             | 17  | 7  | 3 | 7  | 022:250 | −3    | 24     |
| 7.                     | Kashima Antlers            | 17  | 6  | 5 | 6  | 020:190 | +1    | 23     |
| 8.                     | Hokkaido Consadole Sapporo | 17  | 5  | 7 | 5  | 031:350 | −4    | 22     |
| 9.                     | Cerezo Osaka               | 17  | 6  | 3 | 8  | 017:180 | −1    | 21     |
| 10.                    | Albirex Niigata            | 17  | 5  | 6 | 6  | 015:180 | −3    | 21     |
| 11.                    | Shonan Bellmare            | 17  | 5  | 5 | 7  | 022:250 | −3    | 20     |
| 12.                    | Sagan Tosu                 | 17  | 4  | 7 | 6  | 025:210 | +4    | 19     |
| 13.                    | Nagoya Grampus             | 17  | 6  | 1 | 10 | 018:230 | −5    | 19     |
| 14.                    | Kashiwa Reysol             | 17  | 4  | 5 | 8  | 015:220 | −7    | 17     |
| 15.                    | Kyōto Sanga                | 17  | 4  | 4 | 9  | 021:260 | −5    | 16     |
| 16.                    | FC Tokyo                   | 17  | 3  | 5 | 9  | 011:220 | −11   | 14     |
| 17.                    | Gamba Osaka                | 17  | 3  | 3 | 11 | 016:390 | −23   | 12     |
| 18.                    | Yokohama FC                | 17  | 2  | 5 | 10 | 015:340 | −19   | 11     |
| Stand: Saisonende 2023 |                            |     |    |   |    |         |       |        |

## Kreuztabelle
Die Kreuztabelle stellt die Ergebnisse aller Spiele der Saison dar. Die Heimmannschaft ist in der linken Spalte, die Gastmannschaft in der oberen Zeile aufgelistet.
|                            |                        | Kashima Antlers | UR  | Kashiwa Reysol | FC Tokyo | Shonan Bellmare | KF  | Yokohama F. Marinos |     |     | Nagoya Grampus |     |     | Gamba Osaka | Vissel Kōbe | Sanfrecce Hiroshima |     | ST  |
| Hokkaido Consadole Sapporo |                        | 0:1             | 0:2 | 1:2            | 5:1      | 0:1             | 3:4 | 2:0                 | 2:1 | 0:1 | 1:2            | 2:1 | 1:4 | 4:0         | 1:3         | 0:0                 | 2:2 | 1:1 |
| Kashima Antlers            | 3:0                    |                 | 0:0 | 1:1            | 1:1      | 1:0             | 1:2 | 1:2                 | 2:1 | 2:0 | 2:0            | 0:0 | 1:0 | 4:0         | 1:5         | 1:2                 | 0:0 | 2:1 |
| Urawa Red Diamonds         | 4:1                    | 0:0             |     | 2:0            | 0:0      | 4:1             | 1:1 | 0:0                 | 1:1 | 2:1 | 1:0            | 0:0 | 2:1 | 3:1         | 1:2         | 2:1                 | 2:3 | 0:2 |
| Kashiwa Reysol             | 4:5                    | 1:0             | 0:3 |                | 1:1      | 1:1             | 1:1 | 2:0                 | 0:1 | 0:0 | 0:3            | 1:1 | 1:1 | 2:2         | 1:1         | 0:0                 | 1:3 | 2:2 |
| FC Tokyo                   | 1:3                    | 1:3             | 2:0 | 1:0            |          | 2:2             | 2:1 | 2:3                 | 3:1 | 2:1 | 2:0            | 2:0 | 1:2 | 3:0         | 2:2         | 1:2                 | 1:2 | 3:2 |
| Shonan Bellmare            | 2:4                    | 2:2             | 0:1 | 1:2            | 0:1      |                 | 0:2 | 1:1                 | 2:2 | 2:2 | 2:1            | 0:2 | 0:2 | 4:1         | 1:1         | 1:0                 | 0:1 | 0:6 |
| Kawasaki Frontale          | 2:2                    | 3:0             | 1:1 | 2:0            | 1:0      | 1:1             |     | 1:2                 | 3:0 | 2:3 | 1:2            | 3:3 | 0:0 | 3:4         | 0:1         | 1:0                 | 4:2 | 1:0 |
| Yokohama F. Marinos        | 4:1                    | 2:1             | 2:0 | 4:3            | 2:1      | 4:1             | 0:1 |                     | 5:0 | 0:0 | 1:1            | 4:1 | 2:0 | 2:1         | 0:2         | 1:1                 | 2:0 | 1:1 |
| Yokohama FC                | 1:4                    | 1:3             | 0:0 | 1:2            | 1:0      | 0:1             | 2:1 | 4:1                 |     | 1:0 | 0:1            | 1:4 | 0:1 | 0:0         | 2:0         | 0:3                 | 1:1 | 1:2 |
| Albirex Niigata            | 2:2                    | 0:2             | 1:1 | 0:0            | 0:0      | 2:2             | 1:0 | 2:1                 | 3:1 |     | 1:3            | 1:3 | 1:0 | 1:3         | 0:1         | 2:0                 | 3:2 | 1:1 |
| Nagoya Grampus             | 1:1                    | 1:0             | 0:0 | 1:1            | 0:0      | 2:2             | 2:0 | 2:2                 | 1:1 | 1:0 |                | 1:0 | 3:1 | 1:0         | 2:2         | 2:1                 | 2:1 | 1:1 |
| Kyōto Sanga                | 3:0                    | 0:2             | 0:2 | 0:1            | 2:0      | 0:1             | 0:1 | 3:1                 | 2:1 | 0:1 | 2:1            |     | 0:1 | 2:1         | 0:3         | 1:0                 | 2:0 | 2:3 |
| Cerezo Osaka               | 2:3                    | 0:1             | 2:0 | 1:0            | 0:1      | 0:2             | 3:0 | 2:1                 | 2:0 | 2:2 | 3:1            | 0:1 |     | 1:0         | 2:1         | 0:1                 | 0:1 | 2:1 |
| Gamba Osaka                | 2:2                    | 2:1             | 1:3 | 3:1            | 3:1      | 2:1             | 2:0 | 0:2                 | 1:1 | 1:1 | 0:1            | 1:0 | 1:2 |             | 0:1         | 1:2                 | 1:2 | 1:1 |
| Vissel Kōbe                | 1:1                    | 3:1             | 0:1 | 1:1            | 3:2      | 2:0             | 2:2 | 2:3                 | 3:0 | 0:0 | 2:1            | 2:1 | 1:0 | 4:0         |             | 2:0                 | 1:0 | 2:1 |
| Sanfrecce Hiroshima        | 0:0                    | 1:1             | 2:1 | 1:0            | 1:2      | 1:0             | 3:2 | 0:1                 | 1:1 | 1:2 | 3:1            | 3:1 | 0:0 | 3:0         | 2:0         |                     | 3:1 | 1:0 |
| Avispa Fukuoka             | 2:1                    | 0:0             | 0:0 | 1:0            | 1:0      | 2:1             | 1:3 | 0:4                 | 2:0 | 0:1 | 1:0            | 2:1 | 2:1 | 1:2         | 0:3         | 0:1                 |     | 0:0 |
| Sagan Tosu                 | 1:1                    | 2:2             | 1:2 | 1:1            | 1:0      | 1:5             | 0:1 | 1:3                 | 1:3 | 2:0 | 1:0            | 3:2 | 2:1 | 1:1         | 0:1         | 0:2                 | 0:1 |     |
|                            | Stand: Saisonende 2023 |                 |     |                |          |                 |     |                     |     |     |                |     |     |             |             |                     |     |     |

## Torschützenliste
Stand: Saisonende 2023
| Platz | Spieler         | Mannschaft                 | Tore |
| ----- | --------------- | -------------------------- | ---- |
| 1.    | Anderson Lopes  | Yokohama F. Marinos        | 22   |
| 1.    | Yūya Ōsako      | Vissel Kōbe                | 22   |
| 3.    | Kasper Junker   | Nagoya Grampus             | 16   |
| 4.    | Diego Oliveira  | FC Tokyo                   | 15   |
| 5.    | Mao Hosoya      | Kashiwa Reysol             | 14   |
| 5.    | Yūma Suzuki     | Kashima Antlers            | 14   |
| 7.    | Yūki Ōhashi     | Shonan Bellmare            | 13   |
| 8.    | Yūya Asano      | Hokkaido Consadole Sapporo | 12   |
| 9.    | Léo Ceará       | Cerezo Osaka               | 11   |
| 10.   | Patric          | Kyōto Sanga                | 10   |
| 10.   | Yoshinori Mutō  | Vissel Kōbe                | 10   |
| 10.   | Yōichi Naganuma | Sagan Tosu                 | 10   |
| 10.   | Yūta Toyokawa   | Kyōto Sanga                | 10   |
| 10.   | Yūya Yamagishi  | Avispa Fukuoka             | 10   |
| 15.   | Shūto Machino   | Shonan Bellmare            | 9    |
| 15.   | Elber           | Yokohama F. Marinos        | 9    |
| 15.   | Yasuto Wakizaka | Kawasaki Frontale          | 9    |

## Hattricks
Stand: Saisonende 2023
| Spieler        | Verein          | Gegnerischer Verein | Ergebnis | Datum            |
| -------------- | --------------- | ------------------- | -------- | ---------------- |
| Yūki Ōhashi    | Shonan Bellmare | Sagan Tosu          | 5:1 (A)  | 18. Februar 2023 |
| Shūto Machino4 | Shonan Bellmare | Gamba Osaka         | 4:1 (H)  | 1. April 2023    |
| Ryōtarō Itō    | Albirex Niigata | Avispa Fukuoka      | 3:2 (H)  | 15. April 2023   |
| Yūji Ono       | Sagan Tosu      | Shonan Bellmare     | 6:0 (A)  | 24. Juni 2023    |

4 Vier Tore in einem Spiel

## Assists
Stand: Saisonende 2023
| Platz | Name              | Mannschaft                 | Assists |
| ----- | ----------------- | -------------------------- | ------- |
| 1.    | Yūta Higuchi      | Kashima Antlers            | 12      |
| 2.    | Elber             | Yokohama F. Marinos        | 11      |
| 2.    | Yan               | Yokohama F. Marinos        | 11      |
| 4.    | Matheus Sávio     | Kashiwa Reysol             | 10      |
| 4.    | Yoshinori Mutō    | Vissel Kōbe                | 10      |
| 6.    | Ryō Hatsuse       | Vissel Kōbe                | 8       |
| 7.    | Kōta Mizunuma     | Yokohama F. Marinos        | 7       |
| 7.    | Yūya Ōsako        | Vissel Kōbe                | 7       |
| 9.    | Tsuyoshi Ogashiwa | Hokkaido Consadole Sapporo | 6       |
| 9.    | Adaílton          | FC Tokyo                   | 6       |
| 9.    | Yasuto Wakizaka   | Kawasaki Frontale          | 6       |
| 12.   | Kōki Anzai        | Kashima Antlers            | 5       |
| 12.   | Yūma Suzuki       | Kashima Antlers            | 5       |
| 12.   | Atsuki Itō        | Urawa Red Diamonds         | 5       |
| 12.   | Kensuke Nagai     | Nagoya Grampus             | 5       |
| 12.   | Kōya Yuruki       | Vissel Kōbe                | 5       |
| 12.   | Marcos Júnior     | Sanfrecce Hiroshima        | 5       |
| 12.   | Makoto Mitsuta    | Sanfrecce Hiroshima        | 5       |

## Weiße Weste (Clean Sheets)
Stand: Saisonende 2023
| Platz | Spieler               | Mannschaft                 | Clean sheets |
| ----- | --------------------- | -------------------------- | ------------ |
| 1.    | Tomoki Hayakawa       | Kashima Antlers            | 15           |
| 1.    | Shūsaku Nishikawa     | Urawa Red Diamonds         | 15           |
| 3.    | Daiya Maekawa         | Vissel Kōbe                | 14           |
| 4.    | Keisuke Ōsako         | Sanfrecce Hiroshima        | 12           |
| 5.    | Ryōsuke Kojima        | Albirex Niigata            | 10           |
| 5.    | Mitchell Langerak     | Nagoya Grampus             | 10           |
| 7.    | Masaaki Murakami      | Avispa Fukuoka             | 8            |
| 8.    | Kim Jin-hyeon         | Cerezo Osaka               | 7            |
| 9.    | Kenta Matsumoto       | Kashiwa Reysol             | 6            |
| 9.    | Jakub Słowik          | FC Tokyo                   | 6            |
| 9.    | Jung Sung-ryong       | Kawasaki Frontale          | 6            |
| 9.    | Jun Ichimori          | Yokohama F. Marinos        | 6            |
| 9.    | Park Il-gyu           | Sagan Tosu                 | 6            |
| 14.   | Naoto Kamifukumoto    | Kawasaki Frontale          | 5            |
| 15.   | Taishi Brandon Nozawa | FC Tokyo                   | 4            |
| 15.   | Svend Brodersen       | Yokohama FC                | 4            |
| 15.   | Gu Sung-yun           | Kyōto Sanga                | 4            |
| 18.   | Gakuji Ōta            | Kyōto Sanga                | 3            |
| 18.   | Yang Han-been         | Cerezo Osaka               | 3            |
| 18.   | Takumi Nagaishi       | Avispa Fukuoka             | 3            |
| 21.   | Shun Takagi           | Hokkaido Consadole Sapporo | 2            |
| 21.   | Kengo Nagai           | Yokohama FC                | 2            |
| 21.   | Song Bum-keun         | Shonan Bellmare            | 2            |
| 21.   | Daiki Tomii           | Shonan Bellmare            | 2            |
| 21.   | Tomoya Wakahara       | Kyōto Sanga                | 2            |
| 21.   | Masaaki Higashiguchi  | Gamba Osaka                | 2            |
| 27.   | Takanori Sugeno       | Hokkaido Consadole Sapporo | 1            |
| 27.   | Gu Sung-yun           | Hokkaido Consadole Sapporo | 1            |
| 27.   | Hiroki Iikura         | Yokohama F. Marinos        | 1            |
| 27.   | Powell Obinna Obi     | Yokohama F. Marinos        | 1            |
| 27.   | Hiroki Mawatari       | Shonan Bellmare            | 1            |
| 27.   | Kōto Abe              | Albirex Niigata            | 1            |
| 27.   | Kōsei Tani            | Gamba Osaka                | 1            |

## Auszeichnungen

### Monatliche Auszeichnungen
| Monat             | Trainer des Monats | Trainer des Monats  | Spieler des Monats | Spieler des Monats  | Tor des Monats     | Tor des Monats      |
| Monat             | Name               | Verein              | Name               | Verein              | Name               | Verein              |
| ----------------- | ------------------ | ------------------- | ------------------ | ------------------- | ------------------ | ------------------- |
| Februar/März      | Takayuki Yoshida   | Vissel Kōbe         | Ryōtarō Itō        | Albirex Niigata     | Ryōnosuke Kabayama | Sagan Tosu          |
| April             | Michael Skibbe     | Sanfrecce Hiroshima | Douglas Vieira     | Sanfrecce Hiroshima | Ryōma Watanabe     | FC Tokyo            |
| Mai               | Shūhei Yomoda      | Yokohama FC         | Yūya Ōsako         | Vissel Kōbe         | Shunsuke Mito      | Albirex Niigata     |
| Juni              | Dani Poyatos       | Gamba Osaka         | Yoshinori Mutō     | Vissel Kōbe         | Takumu Kawamura    | Sanfrecce Hiroshima |
| Juli              | Shigetoshi Hasebe  | Avispa Fukuoka      | Yūya Ōsako         | Vissel Kōbe         | Ken Iwao           | Urawa Red Diamonds  |
| August            | Daiki Iwamasa      | Kashima Antlers     | Yūta Higuchi       | Kashima Antlers     | Marcos Júnior      | Sanfrecce Hiroshima |
| September         | Shigetoshi Hasebe  | Avispa Fukuoka      | Kazuya Konno       | Avispa Fukuoka      | Shunsuke Mito      | Albirex Niigata     |
| Oktober           | Satoshi Yamaguchi  | Shonan Bellmare     | Daiki Tomii        | Shonan Bellmare     | Kota Tawaratsumida | FC Tokyo            |
| November/Dezember | Takayuki Yoshida   | Vissel Kōbe         | Yūya Ōsako         | Vissel Kōbe         | Yūta Toyokawa      | Kyōto Sanga         |

### Jährliche Auszeichnungen
| Auszeichnung                | Name              | Mannschaft      |
| --------------------------- | ----------------- | --------------- |
| Trainer der Saison          | Shigetoshi Hasebe | Avispa Fukuoka  |
| Fußballer der Saison        | Yūya Ōsako        | Vissel Kōbe     |
| Nachwuchsspieler der Saison | Shunsuke Mito     | Albirex Niigata |
| Tor des Jahres              | Ryōma Watanabe    | FC Tokyo        |

### Best XI
Stand: Saisonende 2023
| Position   | Name              | Verein              |
| ---------- | ----------------- | ------------------- |
| Tor        | Shūsaku Nishikawa | Urawa Red Diamonds  |
| Abwehr     | Alexander Scholz  | Urawa Red Diamonds  |
| Abwehr     | Marius Høibråten  | Urawa Red Diamonds  |
| Abwehr     | Seiya Maikuma     | Cerezo Osaka        |
| Abwehr     | Gōtoku Sakai      | Vissel Kōbe         |
| Mittelfeld | Atsuki Itō        | Urawa Red Diamonds  |
| Mittelfeld | Yasuto Wakizaka   | Kawasaki Frontale   |
| Mittelfeld | Hotaru Yamaguchi  | Vissel Kōbe         |
| Sturm      | Anderson Lopes    | Yokohama F. Marinos |
| Sturm      | Yūya Ōsako        | Vissel Kōbe         |
| Sturm      | Yoshinori Mutō    | Vissel Kōbe         |

## Zuschauerzahlen
Stand: Saisonende 2023
| Platz | Mannschaft                 | Gesamt- zuschauerzahl | Höchste Zuschauerzahl | Niedrigste Zuschauerzahl | Durchschnittliche Zuschauerzahl |
| ----- | -------------------------- | --------------------- | --------------------- | ------------------------ | ------------------------------- |
| 1.    | Urawa Red Diamonds         | 518.648               | 49.108                | 15.167                   | 30.509                          |
| 2.    | FC Tokyo                   | 499.965               | 56.705                | 16.068                   | 29.410                          |
| 3.    | Yokohama F. Marinos        | 471.164               | 42.772                | 7.771                    | 27.716                          |
| 4.    | Nagoya Grampus             | 467.575               | 57.058                | 11.736                   | 27.504                          |
| 5.    | Gamba Osaka                | 395.639               | 34.517                | 14.577                   | 23.273                          |
| 6.    | Albirex Niigata            | 392.920               | 30.136                | 16.692                   | 23.113                          |
| 7.    | Vissel Kōbe                | 383.408               | 53.444                | 15.741                   | 22.553                          |
| 8.    | Kashima Antlers            | 374.521               | 56.020                | 13.169                   | 22.031                          |
| 9.    | Kawasaki Frontale          | 337.286               | 22.563                | 17.304                   | 19.840                          |
| 10.   | Cerezo Osaka               | 290.251               | 22.542                | 10.673                   | 17.074                          |
| 11.   | Sanfrecce Hiroshima        | 274.170               | 29.097                | 8.361                    | 16.128                          |
| 12.   | Hokkaido Consadole Sapporo | 273.456               | 31.143                | 7.591                    | 16.086                          |
| 13.   | Kyōto Sanga                | 224.893               | 18.500                | 8.138                    | 13.229                          |
| 14.   | Shonan Bellmare            | 223.744               | 54.243                | 7.694                    | 13.161                          |
| 15.   | Kashiwa Reysol             | 189.214               | 12.833                | 8.111                    | 11.130                          |
| 16.   | Sagan Tosu                 | 173.924               | 17.799                | 6.418                    | 10.231                          |
| 17.   | Avispa Fukuoka             | 166.025               | 18.309                | 6.210                    | 9.766                           |
| 18.   | Yokohama FC                | 155.184               | 13.624                | 3.401                    | 9.128                           |
|       | Gesamt                     | 5.811.987             | 57.058                | 3.401                    | 18.993                          |